# Didemnum molle
Grande synascidie-urne, Ascidie molle, Didemnide verte, Didemnum molle
Espèce
Didemnum molle, communément nommée Grande synascidie-urne entre autres noms vernaculaires, est une espèce d'ascidies de la famille des Didemnidae.

## Description
Son corps a la forme d'une urne ventrue dont le diamètre varie de 1 cm à 10 cm.

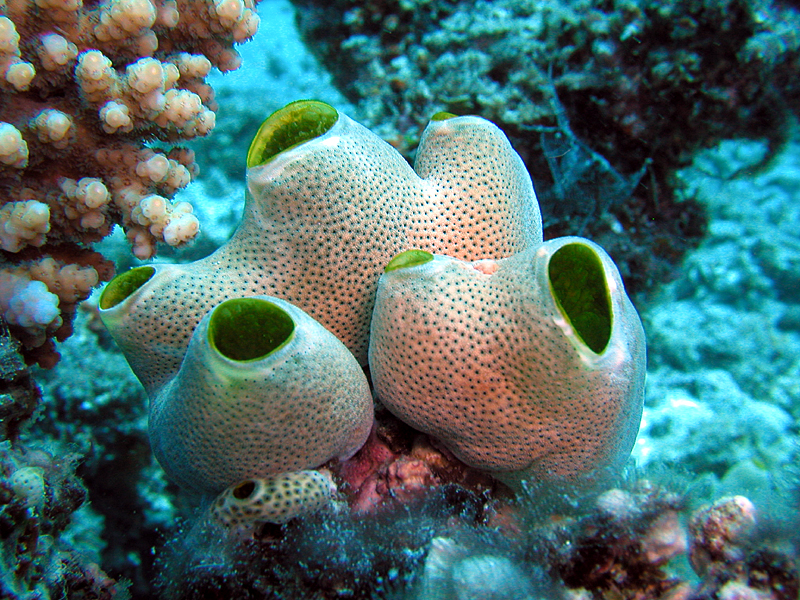
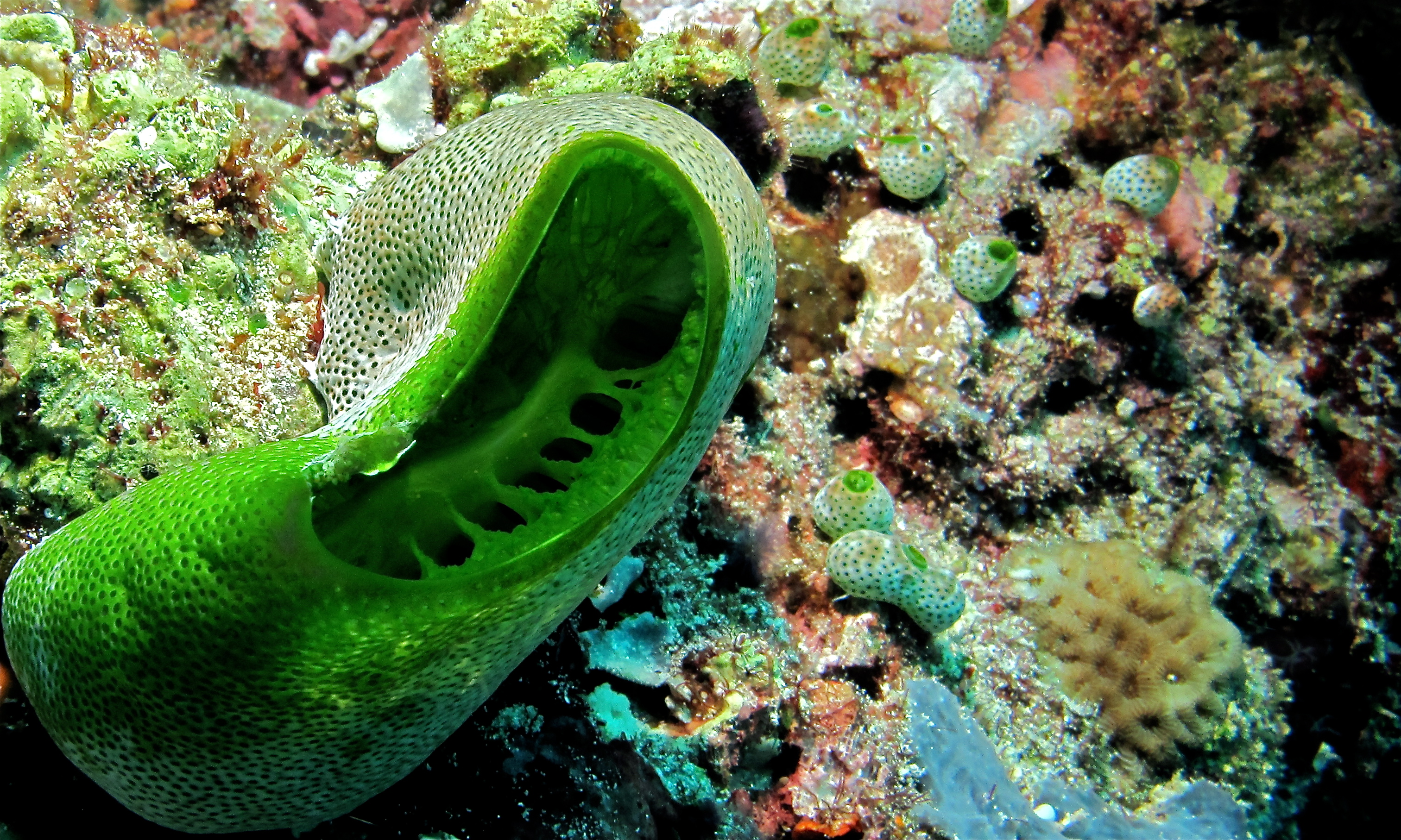
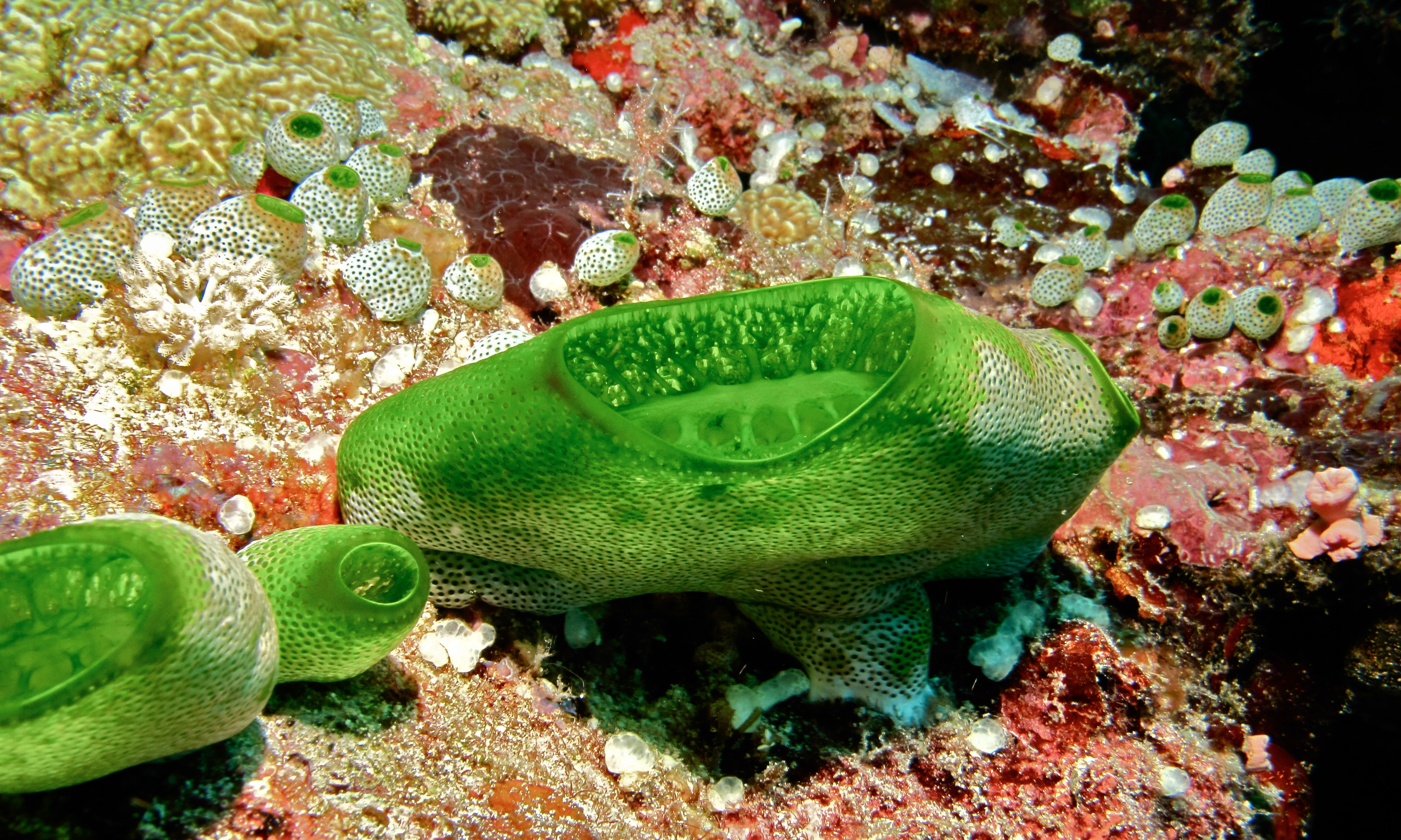

Cette espèce ne doit pas être confondue avec la proche Atriolum robustum, plus petite, plus ronde, et présentant de plus gros pores. 

## Répartition et habitat
La Grande synascidie-urne est présente dans les eaux tropicales de l'Indo-Pacifique, mer Rouge incluse.